# Stelios Papafloratos
Stelios Papafloratos (gr. Στέλιος Παπαφλωράτος; ur. 27 stycznia 1954) – były grecki piłkarz grający na pozycji bramkarza.
Papafloratos całą swoją karierę spędził w Arisie Saloniki.
W reprezentacji Grecji rozegrał 2 mecze i był członkiem kadry na Mistrzostwa Europy w 1980.